# Унгурь-Голошниця
Унгурь-Голошниця — водно-болотне угіддя міжнародного значення в Молдові. Статус надано Секретаріатом Рамсарської конвенції 14 вересня 2005 року. 
Займає площу 15553 га, знаходиться у Північно-східній частині Молдови на кордоні з Україною. Включає 6 природних комплексів: Кременчуг-Голошниця (1094,8 га), Рудь-Гаван (925,2 га), Аріонешть (872,4 га), Дачебал-Сологуб-Троян (328 га), Каларашовка (305,9 га) та Драгуца-Балинці-Сруб (328 га), що складаються з природних та напівприродних екосистем: ліси, кам'янисті степи, сухі та вологі луки. Природні комплекси в основному розташовані на найкрутіших схилах долини річки Дністер, включають саму річку (близько 43 км.) та її вузьку долину.

## Водні екосистеми
Річка Дністер - руслова літофільна екосистема з судинними водоростями, прибережною вищою водною рослинністю та епіфітами. На злегка замулених кам'янистих мілководдях зростають рдесник блискучий, кушир занурений, та стрілиця звичайна. Це середовище існування 44 видів безхребетних, переважно молюсків (лунка річкова, живородка). Бентос представлений в основному бокоплавами та личинками комах. Має важливе значення для харчування, гніздування, міграцій та зимівля численних видів водоплавних та навколоводних птахів.
Струмки та малі річки, населені специфічною фауною ендемічних безхребетних (22 види), що характерні для чистих та швидких водойм. Поширені веснянки, волохокрильці, одноденки, ракоподібні бокоплави, а також  а також війчасті черви, личинки комах та п'явки. Тут мешкає 9 видів амфібій та 3 види рептилій. В гирлах цих потічків нереститься 11 видів риб та спостерігається скупчення мальків.
Ставки на малих річках та невеликі прісноводні болота, порослі очеретом та рогозом є важливими місцями існування амфібій у внутрішній частині Сайту. Тут гніздяться та харчуються чаплі, качки та лелеки. Трапляється рідкісний вид бабок: дозорець-імператор. Виявлено 25 видів безхребетних — молюски, клопи, личинки двокрилих.

## Рослинність

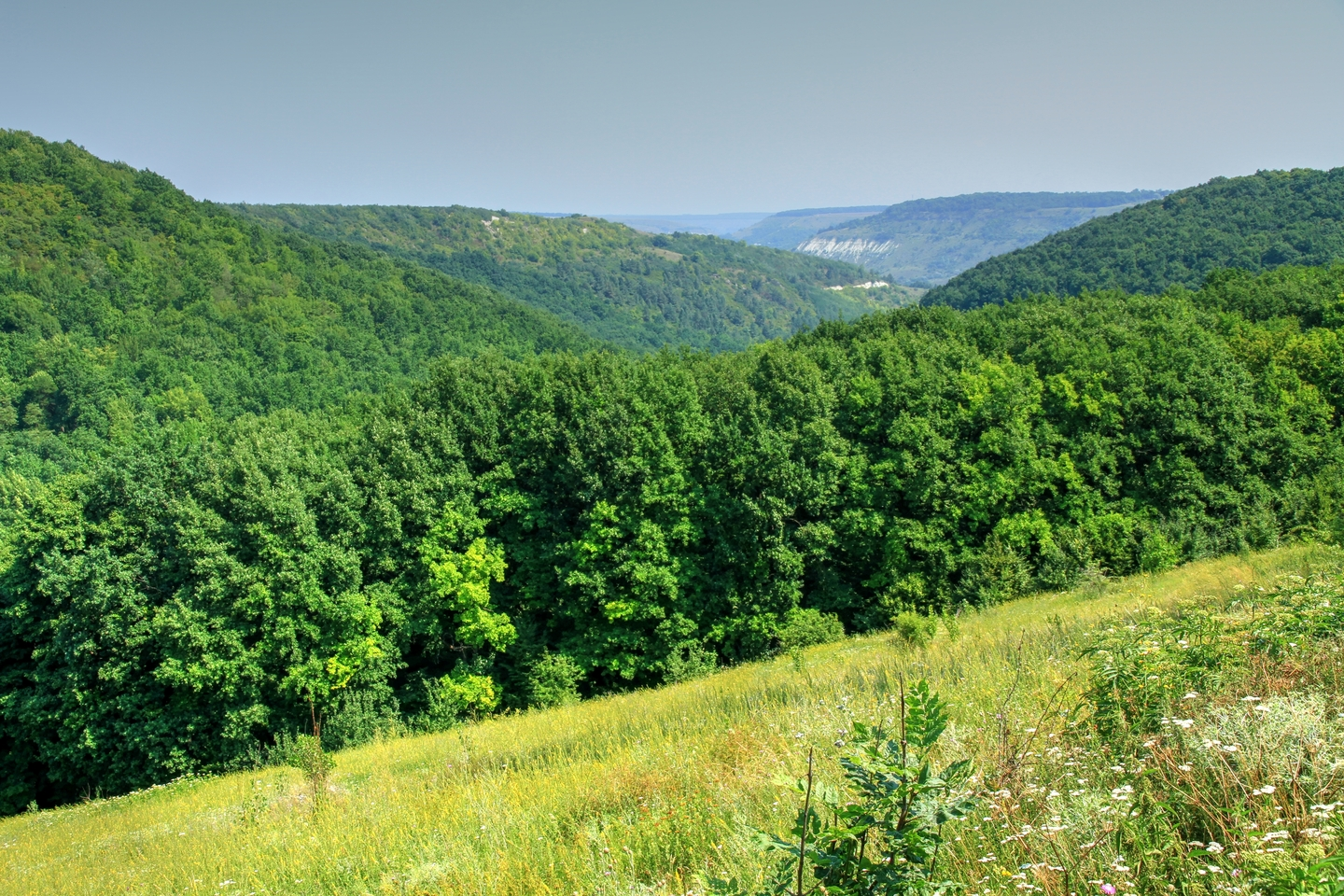
Лісова рослинність Сайту

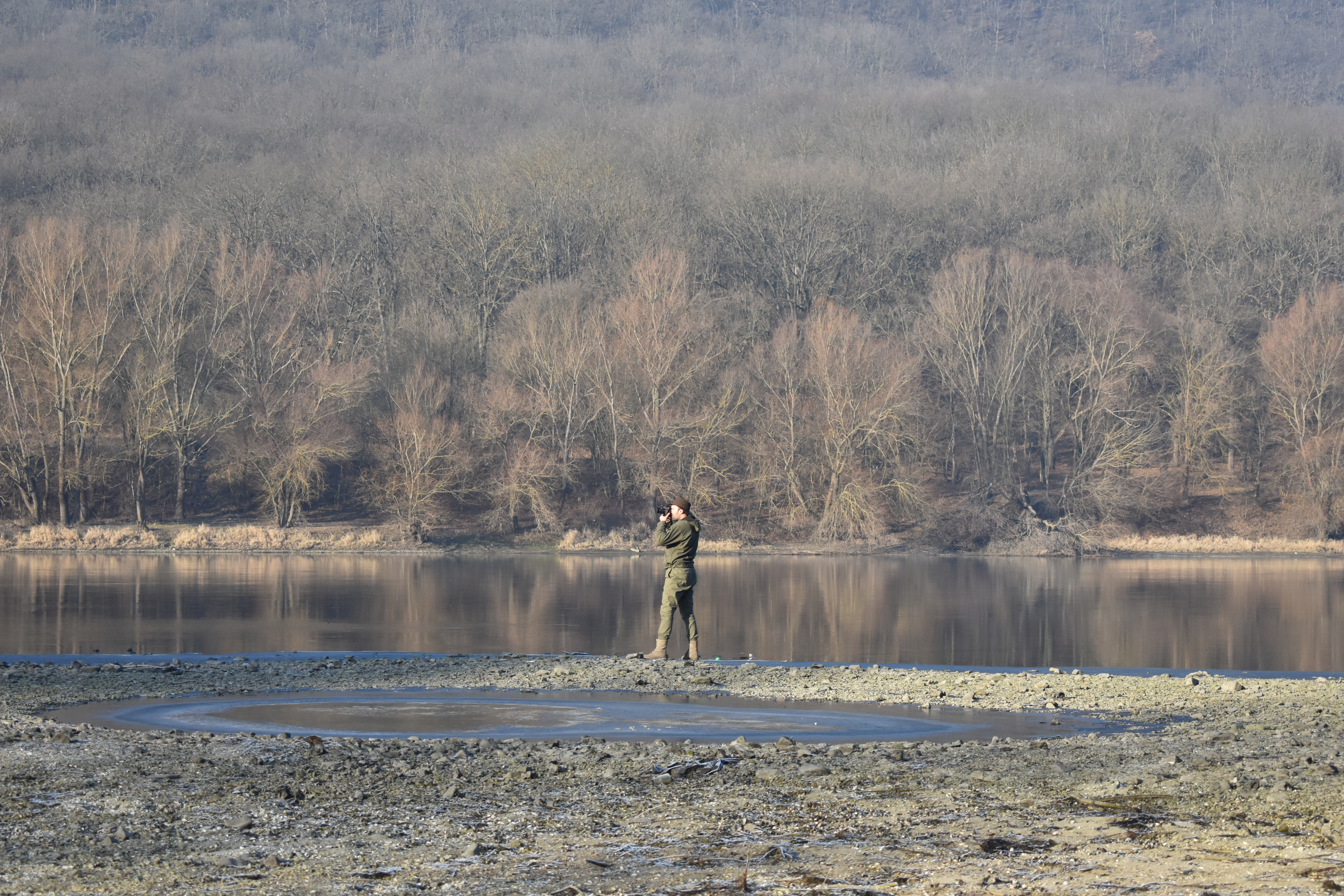
Вигляд з України

Вузькою смугою вздовж берега річки та на островах зростають заплавні ліси, де поширені тополя біла, верба біла, ясен звичайний, в'яз шорсткий. 
На крутих вапнякових схилах каньйону річки Дністер збереглися природні світлі ліси. Також, на території Сайту у другій половині XX століття проводилося значне заліснення. Вік лісів досягає 90-130 років, є окремі ділянки віком 190 років. Ліси поділяються на такі основні типи: сухі світлі дубові ліси з дуба звичайного та дуба скельного з домішкою граба звичайного та липи; свіжі дубові ліси з домішкою граба та клена; вологі дубові ліси в нижній частині схилів. Перші два типи підтримують велику кількість рідкісних видів рослин з численними популяціями та багату фауну безхребетних, третій характеризується найбільш забур'яненим трав'яним ярусом. Штучні насадження робінії звичайної та сосни кримської біологічно бідні за винятком місць, де збереглася природна степова рослинність. 
Природна лучна та степова рослинність здебільшого перетворена на ріллю, пасовища та лісові насадження. Залишки степових екосистем представлені 4 типами. Сухі природні трав'янисті біотопи — лучні типчаково-ковилово-різнотравні степи та саваноїдні степи, де домінує бородач що збереглися в недоступних місцях, віддалених від населених пунктів та на крутих схилах, тут трапляються угруповання рідкісного ендеміка — тонконога різнобарвного. Відкриті біотопи скель та осипів були значною мірою трансформовані залісненням. Їх залишки формують особливо цінні біотопи, багаті комахами та рідкісними зміями. На кам'янистих ділянках схилів домінують чебрець та самосил. Також трапляються рідкісні кальцефільні види: аспленій муровий, аспленій волосовидний, жерушник пісковий, міхурниця ламка, тонконіг різнобарвний. З природної рослинності збереглися вологі луки. Сухі пасовища на схилах утворились на місці природної лучно-степової рослинності внаслідок значного випасання. Тут домінують типчак, бородач, костриця. Вологі пасовища у долині сформовані типчаком та райграсом.
На території Сайту зафіксовано 90 видів рідкісних рослин, з них 31 занесений до Червоної книги Молдови та 9 — до Червоної книги України, ще 12 - до обох, зокрема: булатка великоквіткова, сугайник угорський, рябчик малий, підсніжник звичайний, сон великий, скополія карніолійська. З інших рідкісних видів трапляються щитник остистий, голокучник дубовий, кадило рівнинне, аспленій сколопендровий, багаторядник шипуватий, конюшина паннонська.

## Тваринний світ

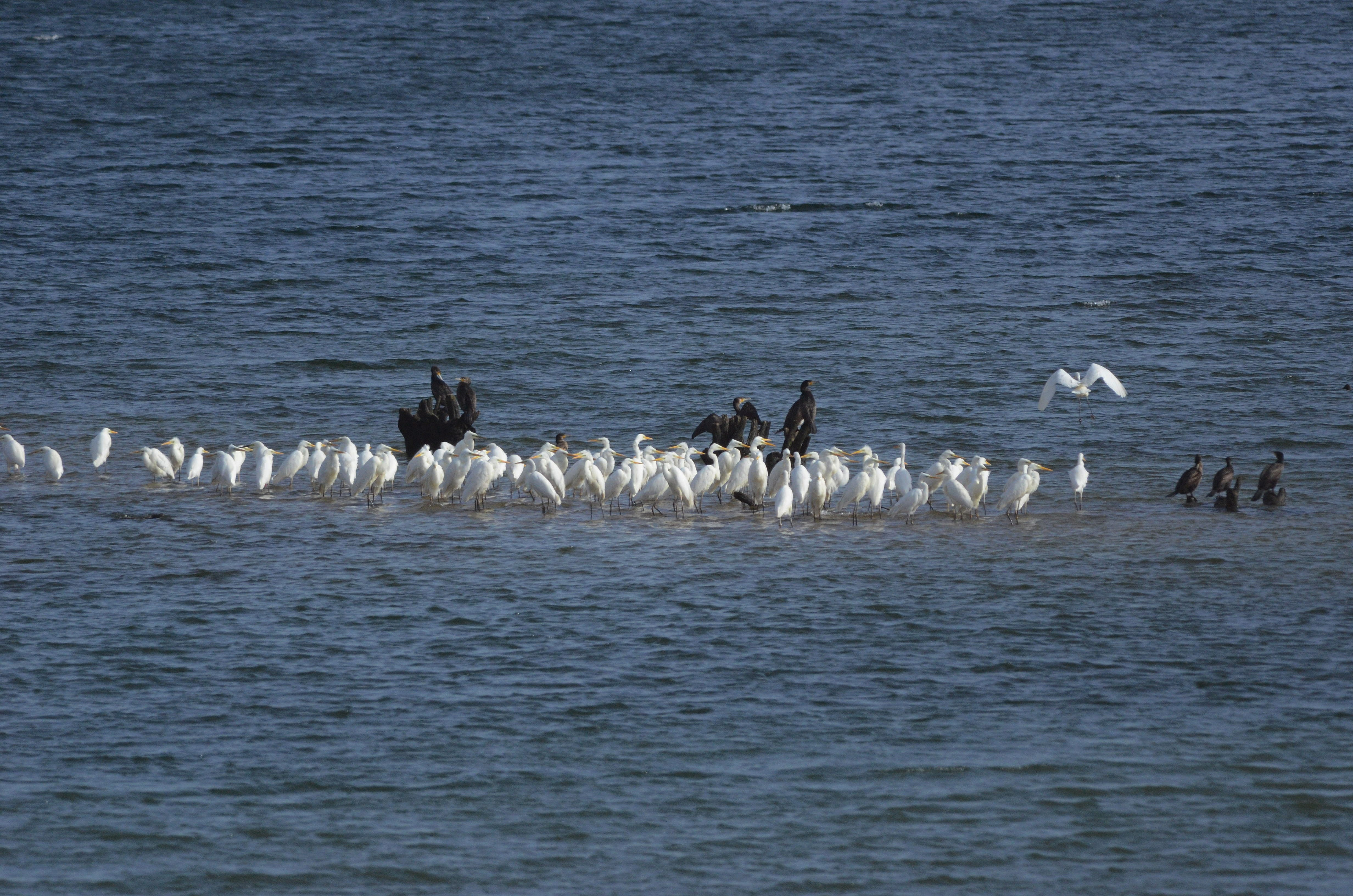
Чепура велика Egretta alba та баклан великий Phalacrocorax carbo на Дністрі

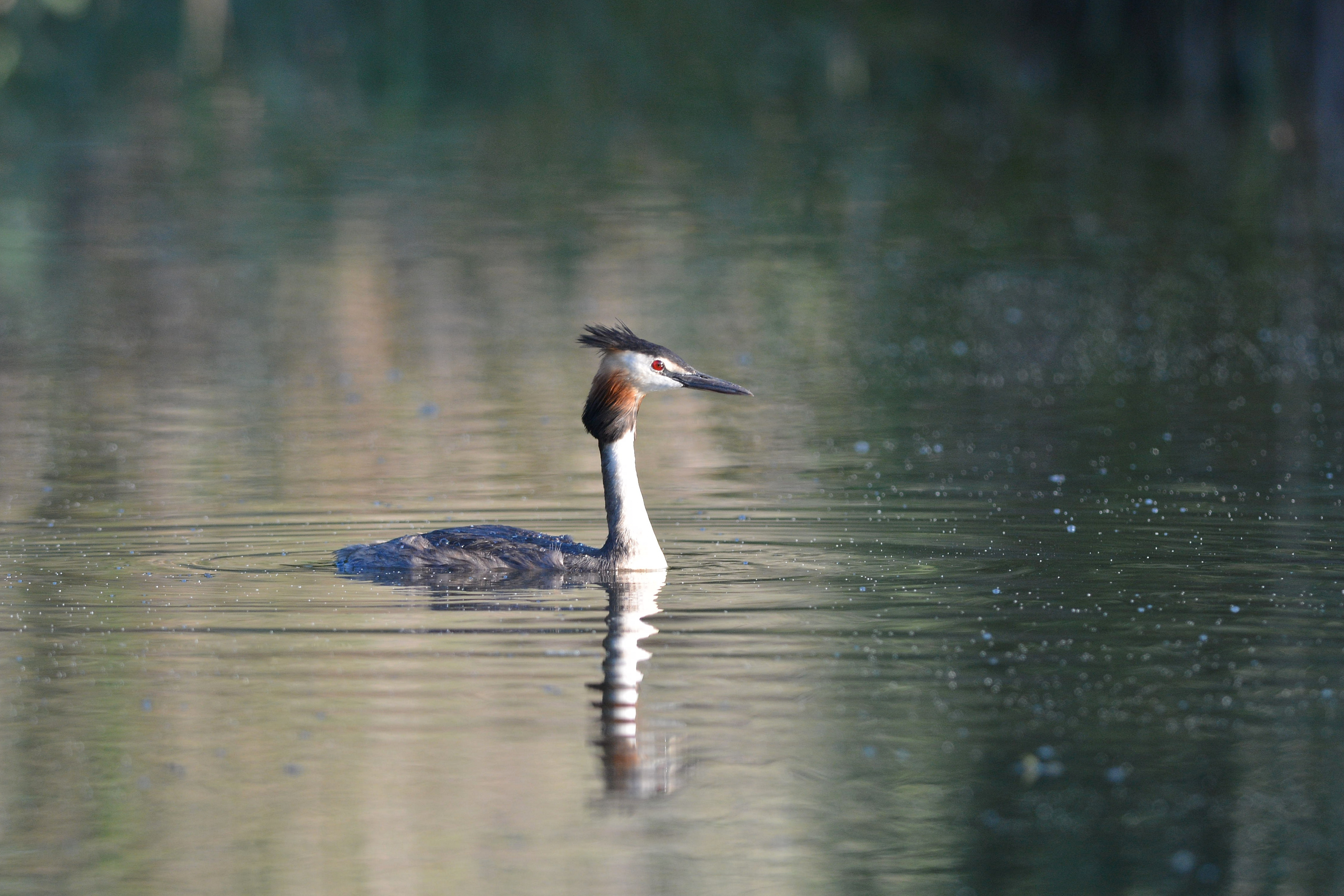
Пірникоза велика Podiceps cristatus на Дністрі

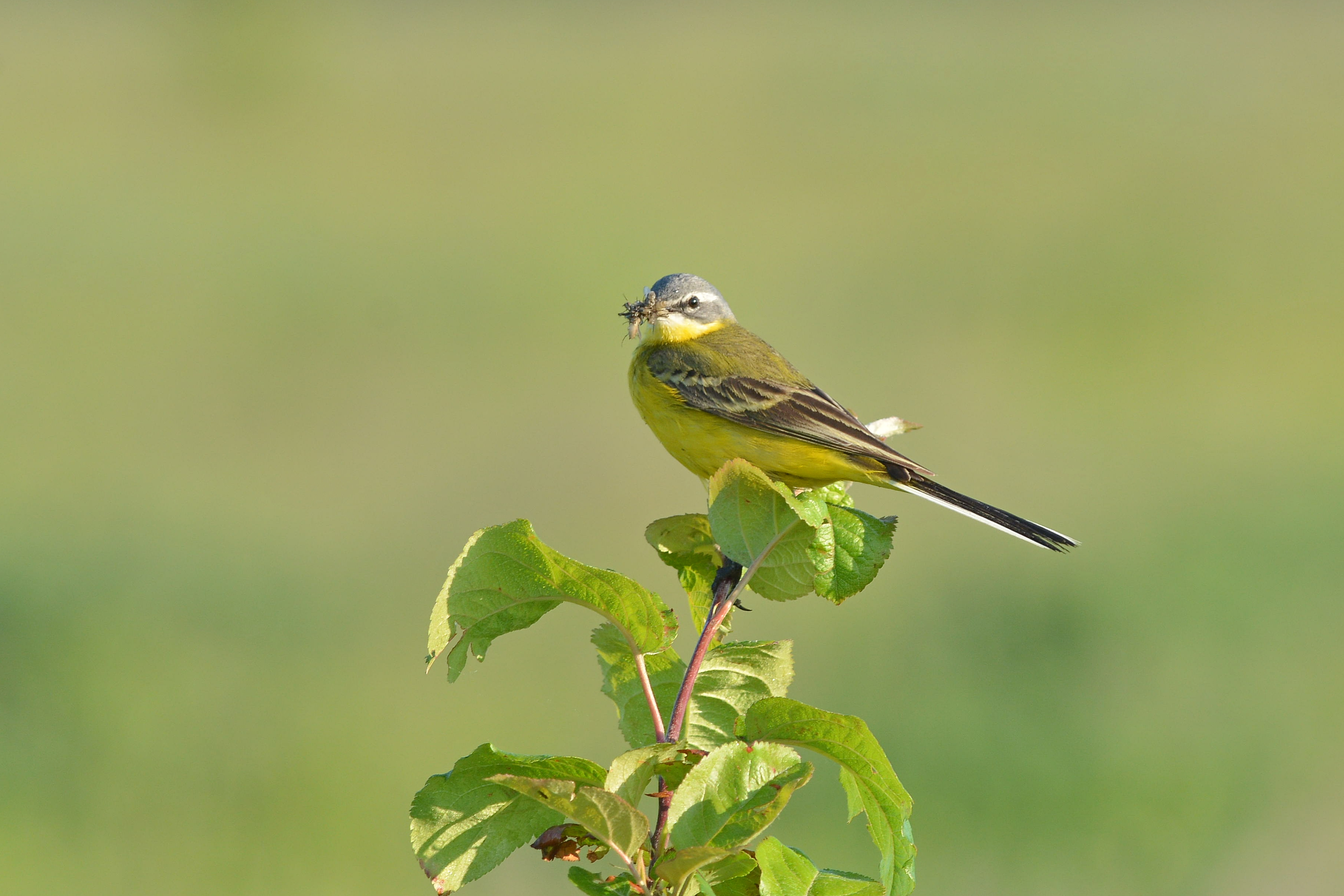
Плиска жовта Motacilla flava

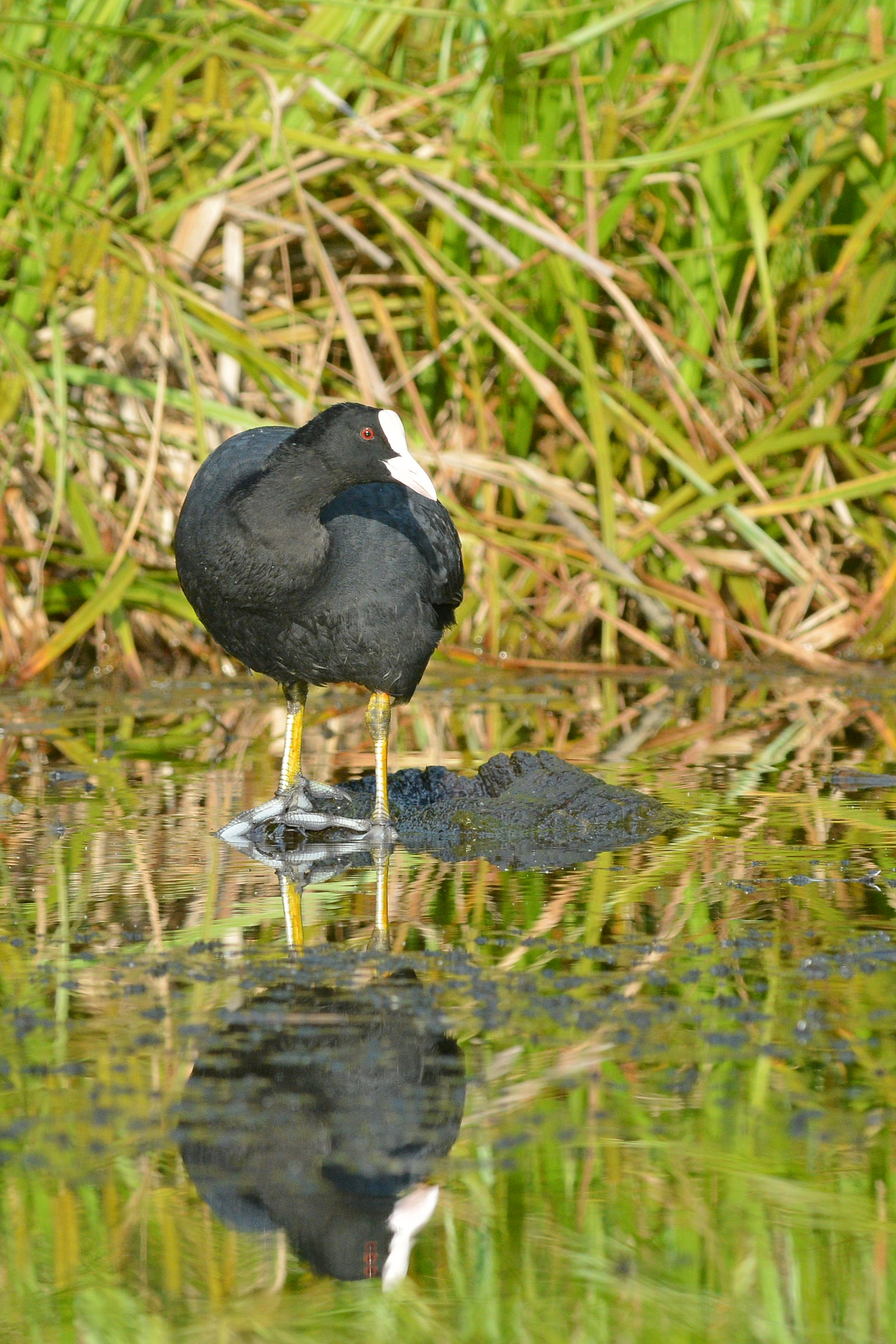
Лиска Fulica atra

Фауна ссавців нараховує 49 видів. З хижаків найчастіше трапляються лисиця звичайна, куниця кам'яна, тхір лісовий, ласиця мала та борсук європейський. З рідкісних видів на узбережжі Дністра трапляється видра річкова (1 особина на 10 км. берегової лінії), останнім часом її численність відновлюється. У всіх великих лісових масивах мешкає кіт лісовий, зрідка трапляються горностай та куниця лісова. Присутні 2 види рідкісних гризунів: соня лісова мешкає у лісах та хом'як звичайний — мешкає в лучно-степових біотопах. На території Сайту є 10 видів кажанів, зокрема: вечірниця дозірна, пергач пізній, нічниця водяна та вусата, підковик малий. З мисливських видів трапляються сарна європейська, свиня дика, заєць сірий.
Орнітофауна Сайту нараховує 205 видів, її багатство зумовлене поєднанням великої річки, лісових масивів та відкритих лучно-степових просторів, пересіченим характером рельєфу. 
Водно-болотні птахи концентруються переважно на мілководдях та у місцях, де Дністер тече повільно та утворює заводі. Вони представлені гусеподібними: лебідь-шипун, лебідь-кликун, гуменник, гуски білолоба та мала, казарка червоновола, огар, галагаз звичайний, свищ, нерозень, чирянки мала та велика, крижень, шилохвіст, широконіска, чернь червонодзьоба, білоока, чубата, морська, попелюх, морянка, гоголь, крех малий, середній та великий.
Важливу групу складають сивкоподібні навколоводні птахи: кулик-сорока, кулик-довгоніг, пісочник малий, чайка, брижач, баранець звичайний, слуква, грицик великий, кульон великий, коловодники чорний, звичайний, ставковий, великий, лісовий та болотяний, набережник, мартини звичайний, сизий, чорнокрилий та сріблястий, крячки каспійський, річковий, білощокий та чорний. 
Інші навколоводні птахи представлені такими видами: пірникози мала, велика, сірощока, червоношия, чорношия, баклани великий та малий, бугай, бугайчик, квак, чепури мала та велика, чаплі сіра та руда, лелека чорний, лелека білий, пастушок, погонич звичайний та малий, погонич-крихітка, деркач, курочка водяна, лиска, журавель сірий, дрохва.
Також поширені хижі види орнітофауни: осоїд, шуліка чорний, орлан-білохвіст, змієїд, луні очеретяний, польовий, степовий, лучний, яструби великий, малий, коротконогий, канюк звичайний, зимняк, підорлик малий та великий, беркут, орел-карлик, скопа, боривітер звичайний, кібчик, підсоколик малий, балабан, сапсан; совка, сич хатній, сова сіра, вухата, та болотяна.
Найчисельнішу групу становлять горобцеподібні: жайворонки степовий, лісовий та польовий, посмітюха, ластівки сільська, міська та берегова, щеврики польовий, лісовий та лучний, плиски жовта, гірська та біла, омелюх звичайний, тинівка лісова, вільшанка, соловейко східний, синьошийка, горихвістки чорна та звичайна, трав'янки лучна та чорноголова, кам'янка звичайна, дрозди чорний, співочий, білобровий, чикотень, дрізд-омелюх, кобилочка-цвіркун, кобилочка річкова,  солов'їна, очеретянка велика, берестянка звичайна, кропив'янки рябогруда, прудка, сіра, садова та чорноголова, вівчарик весняний, золотомушка жовточуба, мухоловки сіра, мала, білошия, строката, синиці довгохвоста, чубата, чорна, блакитна, велика, гаїчка болотяна, повзик звичайний, підкоришник звичайний, ремез, вивільга звичайна, сорокопуди терновий, чорнолобий, сірий, сойка, сорока звичайна, галка, грак, ворона сіра, крук, шпак звичайний, горобець хатній та польовий, зяблик, в'юрок, зеленяк, щиглик, чиж, коноплянка, снігур, костогриз, вівсянка звичайна, вівсянка садова, просянка.
З інших видів птахів трапляються: куріпка сіра, перепілка звичайна, фазан звичайний, голуб-синяк, припутень, горлиця садова та звичайна, зозуля звичайна, дрімлюга, серпокрилець чорний, рибалочка блакитний, бджолоїдка звичайна, сиворакша, одуд, крутиголовка, жовна сива та зелена, дятли звичайний, сирійський, середній та малий.
На території Сайту нараховується 9 видів рептилій та 11 видів амфібій, зокрема гадюка звичайна, полоз ескулапів, вуж водяний, черепаха болотна, ящірка прудка та ін. До рідкісних належать райка деревна, часничниця звичайна, жаба прудка, тритон гребінчастий, мідянка звичайна. Фауна риб включає 46 видів, в тому числі рідкісні — чіп звичайний, марена дніпровська, марена румунська, в'язь, минь річковий.